# Олимпиахале
„Олимпиахале“ е многофункционална арена в Мюнхен, Германия с капацитет 15 500 души.
WWE е организирала многобройни ивенти в арената. През ноември 2007 г. се състояха Европейските награди на MTV в тази зала.
Много известни певци като Кайли Миноуг, Кристина Агилера, Шакира и Джъстин Тимбърлейк са пели в арената.